# Estonská fotbalová reprezentace
Estonská fotbalová reprezentace reprezentuje Estonsko na mezinárodních fotbalových akcích, jako je mistrovství světa nebo mistrovství Evropy, avšak na žádný závěrečný turnaj se zatím neprobojovala. Existence estonského národního týmu se dá rozdělit do dvou etap – předválečné v letech 1920 až 1940 a novodobé po roce 1991, kdy Estonsko znovuzískalo nezávislost na SSSR.

## Mistrovství světa
| Rok                                          | Účast                                           | Soupisky |
| -------------------------------------------- | ----------------------------------------------- | -------- |
| 1930                                         | Ne                                              | –        |
| 1934                                         | Nepostoupili z kvalifikace                      | –        |
| 1938                                         | Nepostoupili z kvalifikace                      | –        |
| V letech 1940 až 1991 Estonsko součástí SSSR |                                                 |          |
| 1994                                         | Nepostoupili z kvalifikace                      | –        |
| 1998                                         | Nepostoupili z kvalifikace                      | –        |
| 2002                                         | Nepostoupili z kvalifikace                      | –        |
| 2006                                         | Nepostoupili z kvalifikace                      | –        |
| 2010                                         | Nepostoupili z kvalifikace                      | –        |
| 2014                                         | Nepostoupili z kvalifikace                      | –        |
| 2018                                         | Nepostoupili z kvalifikace                      | –        |
| 2022                                         | Nepostoupili z kvalifikace                      | –        |
| Celkem                                       | Účast – 0× Zlato – 0×, Stříbro – 0×, Bronz – 0× |          |

## Mistrovství Evropy
| Rok     | Účast                                           | Soupisky |
| ------- | ----------------------------------------------- | -------- |
| 1996    | Nepostoupili z kvalifikace                      | –        |
| 2000    | Nepostoupili z kvalifikace                      | –        |
| 2004    | Nepostoupili z kvalifikace                      | –        |
| 2008    | Nepostoupili z kvalifikace                      | –        |
| 2012    | Nepostoupili z baráže                           | –        |
| 2016    | Nepostoupili z kvalifikace                      | –        |
| ME 2020 | Nepostoupili z kvalifikace                      | –        |
| 2024    | Nepostoupili z baráže                           | –        |
| Celkem  | Účast – 0× Zlato – 0×, Stříbro – 0×, Bronz – 0× |          |

## Olympijské hry
- Zlato – 0
- Stříbro – 0
- Bronz – 0